# Terese Krantz
Terese Krantz, född 28 januari 1984, är en svensk före detta handbollsspelare. Hon var vänsterhänt skytt och spelade högernia i anfall.

## Karriär
Krantz började spela i en mindre Stockholmsklubb men kom till Spårvägen 2001. Hon var Spårvägens lagkapten när hon lämnade klubben 2007 och flyttade till FC Köpenhamn. Hon hade skrivit tvåårskontrakt med FCK från och med den 1 juli 2007. Krantz spelade i FCK under en säsong. I maj 2008 skadade Krantz handen. På grund av en skadad tumme blev hon inte uttagen i OS-truppen. Inför säsongen 2008/2009 tog Terese Krantz ett år spelledigt år. Anja Andersen, då FCK:s tränare beskriver det med orden : "Terese Krantz returned to Sweden because she felt homesick"  Senare beskrevs det som en "kollaps" och Krantz gick till en idrottspsykolog för att komma tillbaka. Hon gjorde comeback 2009 och spelade i Spårvägen under en säsong men efter den säsongen slutade hon med handboll.

## Landslagskarriär
Krantz landslagsdebuterade 2003 efter att ha haft en karriär i ungdomslandslagen. Hennes mästerskapsdebut skedde under EM 2006 i Sverige med en sjätteplats. Hon spelade redan för Sverige i ett VM kval 2005 mot Kroatien som Sverige förlorade. Hon deltog i OS-kval i mars 2008 i Leipzig  Sverige  blev klara för OS 2008. Detta blev slutet i Terese Krantz landslagskarriär. Hon spelade 48 landskamper och gjorde 79 mål i landslaget åren 2003–2008.